# Charles Bonnet
Charles Bonnet, född 13 mars 1720 i Genève, död 20 maj 1793 i Genthod, var en schweizisk naturforskare och filosof, som bland annat upptäckte partenogenes (reproduktion utan befruktning).
Bonnet var döv sedan tidig ålder. Senare i livet led han också av sviktande syn och fick använda sig av assistenter för att genomföra sin forskning.

## Biografi
Bonnet föddes i Genève, son till Pierre Bonnet och Anne-Marie Lullin de Châteauvieux. Familjen kom ursprungligen från Frankrike, men hade tvingats fly till Genève under den religiösa förföljelsen av protestanter på 1500-talet. Vid sju års ålder tappade han hörseln, vilket ledde till att hans föräldrar arrangerade att han fick en privatlärare. 
Bonnet var gift med en dam i familjen De la Rive. De fick inga barn, men Madame Bonnets brorson, den kände fysikern Horace-Bénédict de Saussure, uppfostrades som deras son. 
1742 blev Bonnet juris doktor, men han ägnade sig även åt naturvetenskapliga studier och blev redan samma år korresponderande ledamot av franska Vetenskapsakademien och av Royal Society samt 1753 av svenska Vetenskapsakademien. År 1757 blev han ledamot av Göttingens vetenskapsakademi, 1763 utländsk ledamot av bayerska vetenskapsakademien och 1764 ledamot av Leopoldina. År 1764 blev Bonnet även hedersledamot av ryska vetenskapsakademien, 1769 ledamot av danska vetenskapsakademien  och 1786 utländsk ledamot av preussiska vetenskapsakademien. 
De sista tjugofem åren av sitt liv tillbringade han i stillhet på landet, i Genthod, nära Genève, där han dog efter en lång och smärtsam sjukdom den 20 maj 1793. 

## Arbete
Även om Bonnet var advokat till yrket, var hans favoritsysselsättning naturvetenskap. Till en början koncentrerade han sig på entomologi, alltså vetenskapen om insekter. Hans första publicerade verk är från 1745, med titeln Traité d'insectologie. 
Bonnet inriktade sig senare på filosofi, särskilt religionsfilosofi, och intog en rent empiristisk ståndpunkt. I likhet med John Locke och Étienne Bonnot de Condillac härledde han alla föreställningar ur de sinnliga förnimmelserna, vilka han ansåg uppstå genom hjärnfibrernas oscillation. Sammanhanget mellan hjärnan och själen förblir, enligt honom, för alltid en hemlighet. På grund av att själen, fastän själv immateriell, inte klarar av att tänka om den inte är förenad med en kropp, så kan den inte heller fortleva utan förening med en sådan, även om denna kan vara hur subtil som helst. Om arten av denna fortvaro kan man dock inte göra sig någon föreställning i detta livet.
1769 beskrev han ett tillstånd som 1967 kom att kallas Charles Bonnets syndrom.